# Правий берег (Париж)

Адміністративний поділ Парижа. Річка Сена ділить місто на дві частини, правий берег — північна

Правий берег (фр. Rive Droite, МФА: [ʁiv.'dʁwat]) — північна частина Парижа, обмежена з півдня річкою Сена. Протікаючи через місто, річка має чіткий субширотний напрямок — із заходу на схід, ділячи тим самим місто на дві частини: північну — правий берег та південну — лівий берег.
Зважаючи на визначні місця (наприклад Вандомська площа), розташовані на правому березі, останній асоціюється у парижан з елегантністю і вишуканістю, на відміну від лівого берега, який співвідноситься з паризькою богемою. Найвідомішими вулицями правого берега є Єлисейські Поля, Рю де ла Пе, Вулиця Ріволі і Авеню Монтень.
На правому березі знаходяться наступні муніципальні одиниці міста:
- I округ Парижа
- II округ Парижа
- III округ Парижа
- IV округ Парижа
- VIII округ Парижа
- IX округ Парижа
- X округ Парижа
- XI округ Парижа
- XII округ Парижа
- XVI округ Парижа
- XVII округ Парижа
- XVIII округ Парижа
- XIX округ Парижа
- XX округ Парижа